# Malazan Book of the Fallen
O Livro Malazano dos Caídos (no original em inglês: Malazan Book of the Fallen) é uma série de fantasia épica escrita pelo autor canadense Steven Erikson e publicada em dez volumes, começando com o romance Os Jardins da Lua, publicado em 1999. A série foi encerrada com a publicação de The Crippled God em fevereiro de 2011. A saga de Erikson é conhecida por ser extremamente complexa e ter um vasto escopo, e expõe as narrativas de inúmeros personagens, abrangendo milhares de anos e através de múltiplos continentes. A trama da história apresenta uma complicada série de eventos do mundo no qual o Império Malazano está localizado. Cada um dos primeiros cinco livros é relativamente independente dos outros, no qual os seus conflitos primários são resolvidos, mas muitos personagens secundários e eventos estão entremeados através dos livros da série, amarrando a história.

O mundo malazano foi co-criado por Steven Erikson e  Ian Cameron Esslemont no começo dos anos 80, como um plano de fundo para sua campanha de RPG GURPS. Em 2005, Esslemont começou a publicar sua própria série de seis histórias passadas no mesmo mundo, começando com Noite das Facas. Apesar dos livros de Esslemont serem publicados sob um título diferente – Novelas do Império Malazano – Esslemont e Erikson colaboraram no enredo de todo o projeto de dezesseis livros e as histórias de Esslemont são consideradas canônicas e integrais à série de Erikson.

## Livros

### A Trilogia Karkhanas
Uma prequela escrita por Steven Erikson. A série lida com a raça Tiste antes de sua divisão em trevas, sombra e luz. Ela joga uma luz sobre os eventos que são comumente sugeridos no plano de fundo do Livro Malazano dos Caídos. Muitos dos personagens Tiste importantes da série principal aparecem, como Anomander Rake, Spinnock Durav e Andarist.

### O Livro Malazano dos Caídos
A série escrita por Steven Erikson. Formada por 10 livros, mostra a expansão e as brigas por poder do Império Malazano.

### Novelas do Império Malazano
Série de seis partes, ambientada no mundo malazano. Foi escrita por Ian Cameron Esslemont. A novela cobre eventos simultâneos ao Livro malazano dos Caídos e que estão no segundo plano da série principal, como a Guarda Vermelha, a sucessão do império e o mistério de Assail.

### Path to Ascendancy
Escrita por Ian Cameron Esslemont, é uma trilogia que trata de eventos anteriores à história, ambientada no mesmo mundo do império. A história mostra as aventuras iniciais de Kellanved, o primeiro Imperador, e Dançarino, seu Mestre Assassino e sua eventual chegada ao poder em Quon Tali.

## Contos

### The Tales of Bauchelain and Korbal Broach
- Blood Follows (2002)
- The Healthy Dead (2004)
- The Lees of Laughter's End (2007)
- Crack’d Pot Trail (2009)
- The Wurms of Blearmouth (2012)
- The Fiends of Nightmaria (2016)

Nota: Apesar de The Lees of Laughter's End ter sido escrita após The Healthy Dead, seu lugar na cronologia dos contos é imediatamente após Blood Follows.

## Autoria

### Concepção
O mundo malazano foi criado originalmente por Steven Erikson e Ian Cameron Esslemont em 1982, como cenário para jogos de RPG de mesa usando uma versão modificada do Advanced Dungeons and Dragons. Em 1986, quando o sistema GURPS havia sido adotado por Erikson e Esslemont, o mundo se tornou muito maior e complexo, se aproximando de sua vastidão atual. Ele foi, então, desenvolvido em um roteiro de filme, intitulado Gardens of The Moon. Como essa ideia não despertou interesse, os dois escritores concordaram em cada um escrever uma série localizada no mundo compartilhado criado. Steven escreveu Gardens of The Moon entre 1991 e 1992, mas ele não foi publicado até 1999. Enquanto isso, ele escreveu vários romances fora do gênero fantasia. Quando ele vendeu Gardens of the Moon, ele aceitou um contrato para escrever mais nove volumes para a série. O contrato com a Bantam UK valeu 675.000 libras esterlinas, tornando-o “uma dos maiores taxas já pagas por uma série de fantasia”.

A primeira história publicada por Ian Cameron Esslemont, Night of Knives, foi lançada como edição limitada pela PS Publishing em 2004 e teve um lançamento comercial pela Bantam UK em 2007. O segundo romance, Return of the Crimson Guard, foi publicado em 2008, com uma edição limitada lançada pela PS Publishing precedendo o lançamento em larga escala pela Bantam UK. A terceira publicação, Stonewielder, foi lançada em 11 de dezembro de 2011 pela Bantam do Reino Unido, e em maio de 2011 nos Estados Unidos, pela TOR. Orb, Sceptre and Throne e Blood and Bone, quarto e quinto romance, respectivamente, foram lançados em 2012, enquanto Assail, o sexto, foi publicado em 2014.

Depois de completarem as duas séries principais, Erikson e Esslemont continuaram a trabalhar em outros projetos situados no universo malazano. Enquanto escrevia os últimos romances do Livro Malazano dos Caídos, Erikson decidiu que o seu próximo projeto, a Trilogia Kharkanas, seria uma “trilogia na forma tradicional”, dizendo o seguinte:
```
  “Se a série malazana deu ênfase a uma critica pós-moderna do subgênero da fantasia épica, ao mesmo tempo em que prestava uma sutil homenagem, a trilogia Kharkanas engloba os aspectos críticos e foca, em vez disso, na homenagem.”
[
7
]
```

O primeiro livro publicado, Forge of Darkness, foi lançado em 2012 e o segundo romance, Fall of Light, estreou em abril de 2016. Informações sobre o terceiro livro ainda estão por vir. Quanto a Esslemont, o primeiro volume da sua trilogia Path to Ascendancy, foi publicado em fevereiro de 2016 sob o título de Dancer's Lament.

## Estrutura
A série é contada em uma estrutura não linear. Múltiplos enredos progridem simultaneamente, com cada livro avançando ou voltando temporalmente. Com o avançar da série, as conexões entre cada enredo tornam-se mais aparentes. Durante uma sessão de autógrafos em novembro de 2005, Steven Erikson confirmou que a saga consistia de três arcos principais, equiparando-os aos vértices de um triângulo.
O primeiro arco acontece no continente de Genabackis, onde exércitos do Império Malazano estão em luta com as cidades-estado locais, tentando dominá-las. Uma elite militar do império, os Queimadores de Pontes, concentra o foco desse enredo, apesar de que quanto mais eles se aproximam de seus inimigos de outrora, os Tiste Andii liderados por Anomander Rake e os mercenários liderados pelo chefe militar Caladan Brood, estes também se tornam proeminentes. Os Jardins da Lua retrata uma tentativa dos malazanos de assumir o controle da cidade livre de Darujhistan. Memories of Ice, o terceiro livro da saga, continua as tramas não resolvidas em Jardins da Lua, tendo o (agora desertor) 2º exército malazano se unindo com seus antigos inimigos para confrontar uma nova e mútua ameaça conhecida como Domínio Pannion. Toll the Hounds, o oitavo capítulo da série, revisita Genabackis alguns anos depois, conforme novas ameaças surgem para Darujhistan e os Tiste Andii, que agora controlam a cidade de Coral.
O segundo enredo se situa no subcontinente de Sete Cidades e retrata uma enorme revolta de nativos contra o domínio malazano. A rebelião é chamada de Furacão. O segundo livro da saga, Os Portais da Casa dos Mortos, mostra a eclosão dessa rebelião e foca na perseguição incansável dos rebeldes ao principal corpo do 7º exército malazano, enquanto ele escolta cerca de quarenta mil refugiados por mais de 2.400 quilômetros através do continente. A história da perseguição, bem como o evento em si, é referida como a “Corrente dos Cães”. O quarto livro, House of Chains, mostra a continuação desse arco narrativo, com os recém-chegados reforços do Império Malazano – o 14º exército – levando a guerra aos rebeldes. Os feitos do 14º lhes dão o apelido de “Caça-Ossos” – Bonehunters, no original em inglês.
O terceiro arco narrativo é introduzido com Midnight Tides, o quinto livro da saga. O livro introduz um continente previamente desconhecido onde duas nações, as tribos unidas dos Tiste Edur e o império de Lether estão envolvidos em uma escalada de tensões que eventualmente culmina em uma guerra declarada. A história acontece simultaneamente aos livros anteriores da saga e os eventos estão sendo, na verdade, relatados em um flashback por um personagem do quarto volume a um dos seus colegas (embora a história em si seja contada na forma narrativa tradicional, em terceira pessoa).
O sexto livro, The Bonehunters, mostra as três tramas combinadas, com o (agora reconciliado) 2º exército malazano que estava em Genabackis chegando ao subcontinente de Seven Cities para auxiliar no fim definitivo da rebelião. Ao mesmo tempo, frotas do recém-proclamado Império Letherii estão vasculhando o globo, atrás de campeões dignos de enfrentar o seu imperador imortal em batalha, e no processo, ganham a inimizade do Império Malazano. O sétimo volume, Reaper’s Gale, mostra o 14º Exército malazano chegando ao continente de Lether para levar a batalha aos Letherii. O nono e o décimo volume, Dust of Dreams e The Crippled God, respectivamente, acompanham o arco no continente de Lether e tratam das atividades do 14º Exército na sequência da “libertação” bem sucedida do povo Letherii e da revelação de que as espécies dos K'Chain Che'Malle e dos Forkrul Assail retornaram. O 14º tenta lidar com o perigo que o Deus Aleijado (Crippled God) causou em suas tentativas de envenenar os Labirintos e acordar a deusa Incineração.
Os livros de Ian Cameron Esslemont são rotulados como “histórias do Império Malazano", e tratam, primariamente, do Império Malazano, suas políticas internas e de personagens que desempenham um papel menor nos livros de Erikson. O primeiro livro, Noite das Facas, detalha os acontecimentos na cidade de Malaz, antiga capital do império, na noite em que o imperador Kellanved foi assassinado. O segundo, Return of the Crimson Guard, investiga os prejuízos no Império Malazano devido às perdas devastadoras nas campanhas militares nos continentes de Genabackis, Korelri e Seven Cities, na sequência dos acontecimentos em The Bonehunters. Stonewielder, o terceiro livro, explora os eventos no continente de Korelri pela primeira vez na série e concentra-se no personagem Greymane - comumente citado, raramente visto. O quarto livro, Orb, Sceptre, Throne, revisita Genabackis mais uma vez, seguindo o rastro do oitavo livro da série principal, Toll the Hounds, e conta com vários personagens conhecidos na série de Erikson. Blood and Bone visita o continente de Jacuruku e o sexto, Assail, localizado no continente de mesmo nome, é o capítulo final e serve como um epílogo para a série inteira.

## Influências
Os autores já afirmaram que duas das maiores influências são As Crônicas de Gelo e Fogo e  A Companhia Negra.[carece de fontes?] Além disso, Erikson também cita autores como Fritz Leiber, Robert Howard, Edgar Burroughs e outros autores pós-Tolkien como influências.

## Personagens
Artigo principal:  Lista de personagens do Livro malazano dos Caídos (em inglês).

## Mágica

### Labirintos e Holds
A mágica no mundo malazano é realizada utilizando o poder de um Labirinto ou Hold, de dentro do corpo do mago. Efeitos comuns à maioria dos labirintos incluem encantamento de objetos, explosões de grande escala, e a possibilidade de viajar, através dos labirintos, grandes distâncias em curtos períodos de tempo. Somente uma minoria dos humanos pode acessar os labirintos, geralmente acessando e trabalhando com apenas um, enquanto Altos-Magos podem acessar dois ou três. Duas exceções notáveis são o Alto Mago Ben Ligeiro, que pode acessar sete ao mesmo tempo, de seu repertório de doze labirintos (devido ao assassinato e subsequente fusão com a alma de onze outros magos), e Beak, que pode acessar todos os labirintos (embora ele aparente ser deficiente mental). Algumas raças antigas tem acesso a labirintos raciais, que aparentam ser significativamente mais poderosos e não podem ser bloqueados pelo minério otataral, que bloqueia o uso da mágica e impede os magos de acessar e usar os labirintos.
Alternativamente, uma forma mais crua (porém às vezes mais poderosa) de mágica pode ser aproveitada, usando ou capturando os espíritos naturais da terra, elementos, pessoas ou animais. Uma forma disso fica evidente quando o poder de um Ascendente ou Deus é chamado ou canalizado, embora na maioria dos casos isso também esteja ligado a qualquer labirinto a qual o ser está associado.
Os Holds são considerados similares aos labirintos, mas precursores destes; sua mágica é crua, não refinada. Seu uso principal é limitado ao continente de Lether.

## Cartas e Tiles

### Baralho dos Dragões
O Baralho dos Dragões consiste em um conjunto de cartas usadas para adivinhar o futuro, e é o sistema de oráculo predominante no mundo. Se se assemelha a um baralho de Tarô, com a diferença que um Baralho real se adapta às circunstâncias do panteão de deuses.
Se uma entidade ascende ou morre, o Baralho irá mudar para refletir esse fato. As figuras nas cartas refletem os deuses/ascendentes que cada qual representa. Nem todas as cartas são ativas em todos os continentes: por exemplo, o Obelisco é considerado inativo no continente de Sete Cidades até a metade de Os Portais da Casa dos Mortos.

### Tiles of the Hold
Uma versão primitiva do Deck dos Dragões representando os vários Holds que existiam anteriormente pelo mundo, as “Tiles of the Holds” são usadas para adivinhação. O seu uso é restrito ao continente de Lether, onde a influência do labirinto Jaghut interrompeu a evolução da mágica em um estado mais primitivo.

## Recepção da Crítica
Analisando para o SF Site, Dominic Cilli escreveu: “A obra de Erikson, sozinha, elevou o nível da literatura fantástica”, elogiando a ambição e humor de Erikson: 
| “ | A construção do mundo é feita numa escala sem precedentes e Erikson deixou histórias que valem uma vida no mundo do Império Malazan. Então, o que resta para falar? É simples, a escrita. Posso dizer que a escrita de Steven Erikson é cheia de inteligência, charme, brilhantismo filosófico e um senso imaginativo que poderia humilhar o mais criativo dos autores. Você se sentirá pressionado a achar seu equivalente em qualquer gênero. | ” |

Além disso, muitos críticos também destacaram a complexidade inicial da trama, a vastidão da história, a construção do mundo, os personagens e os temas tratados. Entretanto, um ponto criticado é a introdução confusa da série, que pode deixar novos leitores desorientados.